# Manganoschafarzikita
La manganoschafarzikita és un mineral de la classe dels òxids que des de l'any 2023 pertany al grup del mini.

## Característiques
La manganoschafarzikita és un antimonit de fórmula química MnSb₂O₄. Va ser aprovada com a espècie vàlida per l'Associació Mineralògica Internacional l'any 2023, i publicada en el mes de març de 2024. Cristal·litza en el sistema tetragonal. Cristal·litza en el sistema tetragonal. És l'anàleg de manganès de la schafarzikita, i químicament és semblant a la melanostibita.
Les mostres que van servir per a determinar l'espècie, el que es coneix com a material tipus, es troben conservades a les col·leccions mineralògiques del Museu Suec d'Història Natural, situat a Estocolm (Suècia), amb el número de col·lecció: geo-nrm #19339699, i al Museu d'Història Natural, a la Universitat d'Oslo, amb el número de mostra: knr 44410.

## Formació i jaciments
Va ser descoberta a Långban, al municipi de Filipstad del comtat de Värmland (Suècia), sent aquest indret l'únic a tot el planeta on ha estat descrita aquesta espècie mineral.